# Un uomo per tutte le stagioni (film 1988)
Un uomo per tutte le stagioni è il remake televisivo del precedente omonimo diretto da Fred Zinnemann, interpretato e diretto da Charlton Heston. Si tratta di un imponente dramma storico tratto dalla pièce di Robert Bolt, come era stato per il citato precedente del 1966.